# Elena Stojanowa
Elena Stojanowa (bulgarisch Елена Стоянова, engl. Transkription Elena Stoyanova; * 23. Januar 1952 in Krassen, Oblast Dobritsch) ist eine ehemalige bulgarische Kugelstoßerin.
1972 wurde sie Zwölfte bei den Halleneuropameisterschaften in Grenoble und Achte bei den Olympischen Spielen in München.
Im Jahr darauf wurde sie Fünfte bei den Halleneuropameisterschaften 1973 in Rotterdam und gewann Silber bei der Universiade. 1974 wurde sie Sechste bei den Halleneuropameisterschaften in Göteborg und Siebte bei den Europameisterschaften in Rom. 1975 folgte einem sechsten Platz bei den Halleneuropameisterschaften in Katowice ein Sieg bei der Universiade.
1976 wurde sie Vierte bei den Halleneuropameisterschaften in München und Achte bei den Olympischen Spielen in Montreal. Bei der Universiade 1977 verteidigte sie ihren Titel.
1978 wurde sie Vierte bei den Halleneuropameisterschaften in Mailand. Wegen eines Dopingvergehens wurde ihr der fünfte Platz bei den Europameisterschaften in Prag aberkannt, und sie wurde für 18 Monate gesperrt.
Bei den Olympischen Spielen 1980 in Moskau kam sie auf den sechsten und bei den Europameisterschaften 1982 in Athen auf den vierten Platz.
Zweimal wurde sie Bulgarische Meisterin (1976, 1977) und viermal Bulgarische Hallenmeisterin (1975–1978). 1976 wurde sie Italienische Hallenmeisterin.

## Persönliche Bestleistungen
- Kugelstoßen: 20,95 m, 14. Juni 1980, Sofia
  - Halle: 19,80 m, 14. Februar 1976, Sofia